# Tiago Dutra
Tiago Da Silva Dutra  (Gravataí; 19 de julio de 1990) es un futbolista brasileño. Juega de centrocampista ofensivo y su equipo actual es el Cafetaleros de Tapachula.

## Trayectoria
Internacional en las categorías inferiores de la selección brasileña fue campeón con la selección canarinha sub-17 en Ecuador, Dutra militó en el Gremio. Es un mediocentro defensivo con una gran proyección. Son muchos los conjuntos europeos que se han interesado, pero el Villarreal se ha adelantado.
El futbolista actualmente milita en el filial del equipo castellano.
En 2017, se suma a Cafetaleros.

## Clubes
| Club                     | País   | Año             | PJ (Goles) |
| ------------------------ | ------ | --------------- | ---------- |
| Grêmio                   | Brasil | 2008 - 2009     | ? (?)      |
| Maccabi Haifa            | Israel | 2009 - 2010     | 1 (0)      |
| Villarreal CF "B"        | España | 2010 - 2011     | 11 (1)     |
| Criciúma                 | Brasil | 2012 - 2016     |            |
| Cafetaleros de Tapachula | México | 2017 - Presente | 5 (0)      |